# Jorge Ciro Fucile Perdomo
Jorge Ciro Fucile Perdomo (Montevideo, 19 de novembre de 1984) és un futbolista internacional uruguaià que juga al FC Porto.

## Trajectòria esportiva
Fucile va començar la seva trajectòria al Liverpool Fútbol Club de Montevideo. El 31 d'agost de 2006 va ser transferit al Porto per jugar una temporada en aquest club portuguès. Els bons resultats durant aquesta temporada van fer que el Porto signés un contracte de cinc anys.
Amb la selecció de futbol de l'Uruguai va fer el seu primer partit el 24 de maig de 2006 durant un amistós 2-0 contra Romania a Los Angeles. Va ser convocat per Óscar Washington Tabárez per jugar a la Copa Amèrica de futbol 2007 a Veneçuela, on la Celeste va quedar quarta.
De nou convocat per Tabárez, Fucile va jugar cinc partits a la Copa del Món de futbol 2010 a Sud-àfrica, incloent-hi els partits de vuitens i quarts de final contra les seleccions de Corea del Sud i de Ghana, respectivament. Finalment, Fucile no va participar en la Copa Amèrica de futbol 2011.
El 31 de maig de 2014 va entrar a la llista definitiva de seleccionats per disputar la Copa del Món de Futbol de 2014 al Brasil.